# Södermalm (okręg administracyjny)
Södermalm – okręg administracyjny (stadsdelsområde) w ramach gminy Sztokholm, położony w jej centralnej części (Innerstaden). Obejmuje wyspy Södermalm, Stadsholmen, Riddarholmen, Helgeandsholmen, Strömsborg, Långholmen i Reimersholme oraz wysepki Årsta holmar na Årstaviken. W skład stadsdelsområde wchodzi także położona po drugiej stronie jeziora Hammarby sjö dzielnica (stadsdel) Södra Hammarbyhamnen (osiedle Hammarby sjöstad).
Okręg administracyjny (stadsdelsområde) Södermalm został utworzony 1 stycznia 2007 r. po połączeniu dotychczasowych okręgów Maria-Gamla stan oraz Katarina-Sofia.
Według danych opublikowanych przez gminę Sztokholm, 31 grudnia 2014 r. stadsdelsområde Södermalm liczył 126 736 mieszkańców, obejmując następujące dzielnice (stadsdel):
- Gamla stan
- Långholmen
- Reimersholme
- Riddarholmen
- Södermalm
- Södra Hammarbyhamnen

Powierzchnia wynosi łącznie 10,67 km², z czego wody stanowią 2,67 km².